# 에이든 (EPEX)
에이든(본명: 권예준, 2005년 1월 24일 ~)은 대한민국의 가수이자 배우이며 대한민국의 보이 그룹 이펙스의 센터, 메인댄서, 래퍼를 맡고있다

## 학력
- 성보중학교 (전학)
- 대전신계중학교 (졸업)
- 대전한빛고등학교 (졸업)
- 고등학교 졸업 학력 검정고시 (합격)

## 텔레비전 프로그램

### 방송
| 연도   | 기간      | 방송사 | 제목                         | 역할   | 장르 | 비고            |
| ------ | --------- | ------ | ---------------------------- | ------ | ---- | --------------- |
| 2020년 | 11월 18일 | 엠넷   | 《프로듀스 X 101》           | 참가자 | 예능 | 출연 데뷔       |
| 2023년 | 4월 5일   | 엠넷   | 《너의 목소리가 보여》시즌10 | 패널   | 예능 | 백승과 동반출연 |